# آگوست دو ویلیر دو لیل-آدام
آگوست دو ویلیر دو لیل‌آدام (به فرانسوی: Auguste de Villiers de L'Isle-Adam) نویسنده، شاعر، رمان‌نویس و نمایش‌نامه نویس قرن نوزدهم میلادی اهل فرانسه است.